# Carlos Diogo
Carlos Andrés Diogo Enseñat (Montevideo, 18 juli 1983) is een Uruguayaans voetballer. Hij was actief voor onder meer AA Gent, River Plate, Real Madrid en Real Zaragoza.

## Clubcarrière
Diogo startte zijn carrière in zijn geboorteland bij River Plate Montevideo, waar hij in 2001 in het eerste elftal werd opgenomen. Na vier seizoenen maakte hij de overstap naar topclub Peñarol. In de jaren 80 speelde ook zijn vader, Víctor Diogo, verschillende seizoenen voor Peñarol. Na een jaar verhuisde Carlos naar het buitenland. De Uruguayaanse rechtsachter tekende bij de Argentijnse topclub River Plate, waar hij een ploegmaat werd van onder meer Radamel Falcao, Marcelo Salas en Javier Mascherano.
In 2005 versierde hij net als zijn landgenoot Pablo García een transfer naar Real Madrid. Diogo werd in het team van coach Vanderlei Luxemburgo een ploegmaat van onder meer Zinédine Zidane, Ronaldo, Raúl, Robinho en David Beckham. In totaal kwam hij in zijn eerste seizoen 13 keer in actie voor de Koninklijken. Op de positie van rechtsachter verloor Diogo de concurrentiestrijd met Míchel Salgado. Een seizoen later leende de club hem uit aan het Real Zaragoza van trainer Víctor Fernández. Diogo werd er in geen tijd een vaste waarde en werd in 2007 definitief overgenomen van de Madrilenen. In 2008 degradeerde Diogo met Zaragoza naar de Segunda División, wat het einde van trainer Fernández betekende. De club promoveerde echter na een jaar terug naar de hoogste afdeling. Diogo kwam in de tweede divisie niet aan spelen toe wegens een zware knieblessure. Pas in het seizoen 2010/11 kon hij zijn plaats in het team terug opeisen. De Uruguayaan zorgde er dat seizoen mee voor dat Zaragoza niet opnieuw degradeerde. Desondanks bereikte hij met het bestuur geen akkoord over een contractverlenging.
Diogo zat enkele maanden zonder club en sloot zich uiteindelijk in januari 2012 aan bij het Bulgaarse CSKA Sofia. Dat bleek een slechte keuze want de verdediger stapte al na 15 dagen op. Hij keerde terug naar Spanje en belandde in de zomer van 2012 in de tweede divisie bij Huesca. In juni 2013 haalde zijn ex-coach Víctor Fernández hem naar AA Gent.
Bij zijn debuut voor Gent maakte Diogo meteen een doelpunt op assist van Jari Vandeputte. In zijn tweede wedstrijd maakte Diogo het winnende doelpunt tegen KV Mechelen.

## Clubstatistieken
| Seizoen | Club                   | Land                | Competitie         | Duels | Goals |
| ------- | ---------------------- | ------------------- | ------------------ | ----- | ----- |
| 2000    | River Plate Montevideo | Vlag van Uruguay    | Primera División   | 2     | 0     |
| 2001    | River Plate Montevideo | Vlag van Uruguay    | Primera División   | 15    | 0     |
| 2002    | River Plate Montevideo | Vlag van Uruguay    | Primera División   | 25    | 2     |
| 2003    | River Plate Montevideo | Vlag van Uruguay    | Primera División   | 32    | 1     |
| 2004    | Peñarol                | Vlag van Uruguay    | Primera División   | 16    | 0     |
| 2004/05 | River Plate            | Vlag van Argentinië | Primera División   | 11    | 1     |
| 2005/06 | Real Madrid            | Vlag van Spanje     | Primera División   | 13    | 0     |
| 2006/07 | Real Zaragoza          | Vlag van Spanje     | Primera División   | 30    | 4     |
| 2007/08 | Real Zaragoza          | Vlag van Spanje     | Primera División   | 29    | 0     |
| 2008/09 | Real Zaragoza          | Vlag van Spanje     | Segunda División A | 0     | 0     |
| 2009/10 | Real Zaragoza          | Vlag van Spanje     | Primera División   | 15    | 2     |
| 2010/11 | Real Zaragoza          | Vlag van Spanje     | Primera División   | 33    | 0     |
| 2011/12 | CSKA Sofia             | Vlag van Bulgarije  | A Grupa            | 0     | 0     |
| 2012/13 | Huesca                 | Vlag van Spanje     | Segunda División A | 27    | 3     |
| 2013/14 | AA Gent                | Vlag van België     | Jupiler Pro League | 13    | 2     |
| 2014/15 | Real Zaragoza          | Vlag van Spanje     | Segunda División A | 9     | 0     |
| TOTAAL  | TOTAAL                 | TOTAAL              | TOTAAL             | 270   | 15    |

## Interlandcarrière
Diogo debuteerde op 28 maart 2003 voor de nationale ploeg van Uruguay en speelde in totaal 22 interlands.